# Pays d'Aulnoye
Le pays d'Aulnoye est une micro-région naturelle située dans la région administrative d'Île-de-France, au nord-est de Paris.
Cette micro-région naturelle est un plateau du sud-est du Pays de France. Autrefois recouverte d'aulnaies, elle est maintenant englobée dans la banlieue nord-est de Paris et est fortement urbanisée.
Sur le plan administratif, elle correspond approximativement à la partie Est de la Seine-Saint-Denis.

## Géographie
Le Pays d'Aulnoye correspond au Plateau de l'Aunoy, tel qu'il apparaît sur la Carte d'État-Major des Environs de Paris de 1818-1824. Il est délimité au nord par le Plateau de Roissy, au nord-est par le Multien et la Goële, à l'est par la Brie champenoise ainsi qu'au sud par le Plateau d'Avron et la Marne.
Il est composé d'ouest en est notamment des communes suivantes : Le Blanc-Mesnil, Drancy, Bobigny, Bondy, Les Pavillons-sous-Bois, Aulnay-sous-Bois (anciennement Aunay), Vaujours, Le Raincy, Livry-Gargan, Clichy-sous-Bois (anciennement Clichy-en-l'Aunoy), Coubron, Montfermeil, Gagny, Chelles, Courtry, Villeparisis, Villevaudé, 
Pomponne, Thorigny-sur-Marne...
Les bois évoqués dans certains de ces noms sont en fait la Forêt de Bondy, dont il ne reste aujourd'hui que quelques vestiges, et qui s'étendait autrefois de Bondy à Coubron.
Le pays est traversé par de grands axes de communication orientés est-ouest : route nationale 3 et ligne ferroviaire Paris - Strasbourg notamment.